# Partit Comunista Sirià
El  Partit Comunista Sirià (àrab: الحزب الشيوعي السوري, al-Ḥizb ax-Xuyūʿī as-Sūrī) fou un partit polític de Síria, fundat el 1944. Es va convertir en un membre del Front Nacional Progressista el 1972. El partit es va dividir en dos el 1986, amb les dos parts resultants afirmant representar l'original Partit Comunista: el Partit Comunista Sirià (Bakdash) i el Partit Comunista Sirià (Unificat).

## Inici
El partit va evolucionar del Partit Comunista de Síria i el Líban, fundat a Beirut l'any 1924. Va ser suprimit poc després, però, va ser restablert després d'un interludi de diversos anys. El 1936, Khalid Bakdash, un personatge de Damasc, que havia estat reclutat pel partit el 1930 i més tard va estudiar a la Universitat Comunista dels Treballadors de l'Est de Moscou, va prendre el control com a secretari del partit, i va establir les bases de la construcció de la seva organització.

## Lideratge de Bakdash i organització del creixement
El partit va estar involucrat en l'oposició a l'autoritat del govern de Vichy a Síria, i quan els francesos lliures va prendre el control del país, el partit va ser legalitzat. El 1944, els partits sirians i libanesos es va convertir en organitzacions separades. Bakdash buscava presentar al Partit Comunista Sirià com una part essencial del moviment nacional, en el context de la lluita a Síria contra el mandat francès. El partit va adoptar un programa moderat i va obrir les seves files a tots aquells que l'acceptaven, en comptes de funcionar com una organització d'avantguarda leninista. Es va construir una important base de suport entre la classe treballadora, kurds i intel·lectuals.
El 1954, després d'una sèrie de dictadures militars que havia durat des de l'any 1949, Síria es va convertir en una democràcia, i en les eleccions d'aquell any, Khalid Bakdash va guanyar un escó al parlament per la zona de Damasc, convertint-se en el primer comunista elegit per un parlament àrab. El partit va ser cautelós sobre les propostes per a la unificació de Síria amb l'Egipte de Gamal Abdal Nasser, la principal qüestió política de la dècada de 1950 a Síria. El Partit Comunista d'Egipte va ser prohibit sota Nasser, i comunistes i altres esquerrans foren empresonat en gran nombre. No obstant això, el desig popular per la unitat va ser tal que el partit va sentir que no es podia permetre's oposar-s'hi directament.

## Supressió sota Nasser i el Baas, 1958-1970
La República Àrab Unida (RAU) es va formar el febrer de 1958. Cap al final de 1958, va començar una salvatge campanya de repressió contra el partit. Nasser va ser provocat a l'acció per una declaració que suposava una dura crítica feta per Bakdash, que va cridar a la transformació de la RAU en una federació. Els comunistes van ser empresonats i en alguns casos assassinats.
La unió va acabar el 1961, quan un cop d'estat va portar a la secessió de Síria. El Partit Comunista va ser fortament identificat amb la tendència independentista i va patir una pèrdua de suport popular i de militància com a resultat. Pitjor va ser més tard, quan el cop d'estat pro-unificació de 1963 va portar a un govern militar que consistia en gran part de baasistes i nasseristes i el partit va ser una vegada més reprimit. El febrer de 1968 es va escindir una facció pro-xinesa anomenada Partit Comunista Àrab, durament reprimida als anys 1970 i gairebé liquidada.

## Funcionament legal dins el Front Nacional Progressista des de 1972
El 1970, Hafiz al-Asad va arribar al poder a Síria i va anunciar la seva intenció de permetre un limitat pluralisme polític en el context de una democràcia popular. Aquest va prendre la forma del Front Nacional Progressista (FNP), creat el 1972. Només les parts que participen en el Front serien autoritzades a operar: per unir-se al Front van ser obligats a acceptar l'orientació socialista i nacionalista àrab del govern. El Baas va garantir el lideratge del Front i la nova constitució que es va promulgar el mateix any, establia que el Front sempre hauria de "liderar la societat i l'estat". A més a més, només el Baas podria operar en les forces armades i entre l'alumnat universitari.
Davant la possibilitat de triar entre acceptar aquestes restriccions i la perspectiva d'una activitat il·legal, Bakdash i la majoria del partit va optar per unir-se al Front. Els elements més radicals del partit estaven descontents sobre la participació en el Front des de 1973. No obstant això, el punt de ruptura no va ser fins a 1976 per la intervenció siriana en la Guerra Civil Libanesa al costat dels ultradretans elements liderats pels maronites contra el bloc dels nacionalistes i els seus aliats de l'Organització d'Alliberament de Palestina. Això va ser massa pels radicals, i Riyad al-Turk va passar a l'oposició. La seva facció es va anomenar el Partit Comunista Sirià (Buró Polític) o Partit Comunista Sirià (Riyad al-Turk); posteriorment aquesta facció va abandonar el marxisme-leninisme i va optar per la socialdemocràcia el 2005 agafant el nom de Partit Democràtic Popular Sirià (حزب الشعب الديمقراطي السوري, Hizb Al-Sha'ab Al-Dimuqratiy Al-Suriy) i el 2011 va integrar l'aliança opositora (Consell Nacional Sirià). Una altra facció es va escindir l'agost del mateix any 1976 amb el nom de "Liga per l'Acció Comunista" que fou rebatejada "Partit Comunista dels Treballadors o Communist Labor Party" el 6 d'agost de 1981; aquesta facció fou objecta de una furiosa repressió i centenars de militants foren empresonats al llarg dels anys però als darrers anys les seves activitats estan parcialment tolerades.

## Dècada de 1980: la repressió i divisió
Durant la dècada de 1980, el govern sirià va reduir l'activitat política i el Partit Comunista va ser sotmès a greus restriccions, malgrat la seva participació en el FNP. Es va impedir la publicació de la seva premsa Nidhal ash-Sha'b ("la Lluita de la Gent") i an-Nour ("la Llum"), i les seves activitats van ser estretament vigilats pels serveis de seguretat. De fet va operar clandestinament al llarg de la major part de la dècada de 1980, amb llistes de membres com un secret gelosament guardat. El 1986, la repressió anticomunista va acabar i la prohibició sobre el partit Comunista es va aixecar per Assad per donar satisfacció als soviètics.
Després de 1986, Bakdash i el vicesecretari Yusuf Faisal van dissentir sobre les polítiques de perestroika i glasnost adoptades pel Partit Comunista de la Unió Soviètica i el seu secretari general Mikhaïl Gorbatxov. Faisal va ser solidari amb les reformes de Gorbatxov, mentre que Bakdash s'hi va oposar. Això va portar a una altra escissió en el partit, amb molts dels intel·lectuals del partit seguint a Faisal, mentre que gran part de la seva base kurda es va mantenir solidària de Bakdash. Les dues faccions va conservar el nom de "Partit Comunista Sirià" i van continuar participant en el FNP. Una facció és coneguda com a PSC (Bakdash) i l'altra com PCS (Unificat)
El 1995 el secretari general Khalid Bakdash va morir i el va succeir la seva dona Wisal Farha Bakdash.
El 2000 en el IX Congrés, part de la militància de Damasc fou expulsada i els militants van formar el "National Committee for the Unity of the Syrian Communists" oposat al Baas que finalment fou legalitzat el 2012 amb el nom de Partit de la Voluntat Popular situant-se en l'oposició legal al règim.
La facció PCS (Unificat) tenia el 2011 com a cap a Hanim Nimir.

## Efemèrides
- 1924 Es forma el Partit Comunista de Síria i el Líban
- 1954 Khalid Bakdash és el primer comunista en ser elegit per un parlament àrab
- 1973 La facció "Buró Polític" se separa i forma un partit independent
- 1986 Divisió entre les faccions de Bakdash i Faisal